# Клястиця (Псковська область)
Клястиця (рос. Клястица) — присілок в Невельському районі Псковської області Російської Федерації.
Населення становить 47 осіб. Входить до складу муніципального утворення Туричинська волость.

## Історія
Від 2015 року входить до складу муніципального утворення Туричинська волость.

## Населення
| 2001 | 2002 | 2010 |
| ---- | ---- | ---- |
| 38   | ↗42  | ↗47  |